# 澪つくし
『澪つくし』（みおつくし）は、1985年（昭和60年）4月1日から10月5日まで放送された、1985年度上半期放送のNHK連続テレビ小説第34作。沢口靖子主演。ジェームス三木作。
大正時代末期から第二次世界大戦後にかけての千葉県銚子市を舞台に、醤油屋の旧家の娘であるヒロインと漁師の網元の長男との純愛を描く。

## 概要

### 企画・制作
脚本はジェームス三木が担当。作中でヒロインの実家の醤油屋は「陸者（おかもの）」、相手方の漁師は「海者」と称され、互いが反目しあうことで2人の結婚がなかなか認められないのは『ロミオとジュリエット』の構図であり、『毎度おさわがせします』『男女7人夏物語』（ともにTBS）といった作品が支持される時代に「いまどき、純愛なんて」と言われる中で、「どうしても和製『ロミオとジュリエット』をやりたい」としてあえて純愛物語を書き下ろした。背景には、本作執筆にかかる少し前に脳腫瘍の手術を経験し人生で初めて生死の境をさまよう体験をしたことで、「自分がいちばん書きたい物語」を書きたいと思った、「人を愛することの美しさ、そして、震えるような切なさこそ、人間の永遠のテーマ」だと感じたと語っている。
タイトルの「澪つくし」とは、浅海を通行する船に対して、通りやすい水路「澪（みお）」を指し示すために立てた杭のことで、「澪標」と書いて「澪の串 = 杭」を意味する。さらに、小倉百人一首で知られる元良親王の和歌「わびぬれば今はたおなじ難波なるみをつくしてもあはむとぞ思う」などでよく知られる掛詞で、「澪標」と「身を尽くし」を掛けた古典文学上の故事にちなんでいる。作品名は脚本のジェームス三木がつけたもので、「澪標」は三木が通った大阪府立市岡高校の校歌の歌詞にも含まれている。
ヒロインは、前年の第1回「東宝シンデレラ」オーディションでグランプリを受賞した新人の沢口靖子が務めた。公募されたオーディションでヒロイン選考に難航していた状況において、本作執筆中の三木は、たまたま見た映画『刑事物語3 潮騒の詩』（1984年7月公開）に出演の沢口を、恋人の妹役あたりの出演者の一人にどうかと本作プロデューサーに助言したという。映画をすぐに見に行ったプロデューサーは、ヒロインを沢口に決めたと三木に伝えたという。三木は後のインタビューで「（作品が）後半に進むにつれ、（沢口）靖子の演技もどんどん良くなってきて、家業を支えながら2児を育てる母親の風格が出てきた」と評している。
放送ライブラリーでは第1回が公開。
朝ドラにおいて千葉県が主な舞台になった最初の作品である。

### 関連番組
『第36回NHK紅白歌合戦』では、審査員を務めたジェームス三木の協力のもと本作最終回後の解決編として、「めでたづくしの澪つくし」とのコーナーが制作された。白無垢姿の沢口靖子と紋付袴姿の川野太郎が登場しての寸劇と、出場歌手による「銚子大漁節」の歌や踊りが披露された。

### 関連商品
NHKエンタープライズより、2007年11月に「澪つくし 完全版 DVD−BOX1〈7枚組〉」が、2008年1月に「澪つくし 完全版 DVD−BOX2〈7枚組〉」が発売された。
モデルの一つとなっている千葉県の入正醤油は「澪つくし」というタイトルそのものの醤油を販売している。

### 評価
大正末期から終戦後の昭和にかけての激動の時代、醤油醸造家を舞台に、純愛を軸に描かれたストーリーが人気を博し、関東地区では、1985年の放送で最高視聴率55.3%、平均視聴率44.3%を記録した（ビデオリサーチ調べ、関東地区・世帯）。また、ヒロインを演じた沢口の出世作となった。

### 反響
ドラマには銚子電気鉄道や漁師町の外川などが登場していることもあり、ロケ地には、放送終了後も当時の番組の案内が設置されている。ヒゲタ醤油は、本作のモデルとされ、撮影協力を行った同社が運営する銚子市にある歴史資料館「ヒゲタ史料館」には沢口靖子ら出演者が同館を訪問した際の写真とサインが展示されている。
銚子電鉄がドラマの舞台として登場したことから、同社では自社の保有する鉄道線で「澪つくし」号というトロッコ列車を運行していた。2013年1月時点では、安全面の配慮から運行はされていない。

## あらすじ
大正15年（1926年）、銚子の浜で画家の絵のモデルをしていた銚子高女の女学生・かをる（沢口靖子）は、たまたま通りかかった青年漁師・惣吉（川野太郎）に指に刺さったとげを抜いてもらい、乙女心に淡いときめきを覚える。このことがきっかけとなり、やがて相思相愛の間柄になったかをると惣吉だったが、二人の前には双方の家の壁が立ちはだかる。
当時、醤油屋と漁師とは犬猿の仲であり、妾の子とはいえ、銚子でも屈指の醤油醸造元「入兆」の当主・坂東久兵衛（津川雅彦）を父に持つかをると、何人もの漁師を抱える外川の網元・吉武一家の総領である惣吉とが一緒になることなど、到底考えられなかったからである。
「坂東家の娘として嫁に出してやりたい」という久兵衛の愛情から、卒業と同時に正式に認知されたかをるは「入兆」に引き取られ、時を同じくして和歌山から銚子へ移ってきた本妻や異母姉弟達と、同じ屋根の下で暮らすことになる。だが嫁入りのための行儀見習いという名目で、かをるを女中同然に扱い、何かにつけつらく当たる女中頭のハマ（根岸季衣）や、気まぐれで何を考えているかわからない異母姉・律子（桜田淳子）に振り回され、時として涙する日々が続く。
半年後、辛い行儀見習の日々を経て、名実共に「入兆」の娘として扱われるようになったかをるの元に縁談が持ち込まれる。ところが、諦めつつも絶ち切れない惣吉への未練を察した律子の策略で破談となり、これによってかをるは久兵衛に惣吉のことを打ち明ける羽目になる。烈火のごとく激怒し聞く耳を持たない久兵衛や、事情を知らない周りの者達からの中傷に耐え切れなくなったかをるは、ついに「入兆」を飛び出し実母・るい（加賀まりこ）の元へ身を寄せる。しかし、ある日ふいに訪ねてきた久兵衛の言葉に、娘に対する父親の愛情と、それがうまく噛み合わないことへの苦悩や寂しさを感じ取り、「入兆」へ戻る決心をする。
再び「入兆」で暮らしはじめたその矢先、今度は、かをるの正直な気持ちを知った惣吉が「入兆」へ訪れ、久兵衛にかをるとの結婚の承諾を申し込む。しかし久兵衛は頑として会おうとせず、意を決した惣吉は来る日も来る日も、ずっと坂東家の門の前に立ち続ける。そんなある日、かをるは律子が起こした思想犯への密通事件に巻き込まれて投獄され、警察の厳しい取り調べを受けることとなり、更にはそれが新聞沙汰にまでなってしまう。
律子のことは最後まで口をつぐみ、濡れ衣を着せられたまま釈放されて戻ってきたかをるは、すでに事の真相を知って頭を下げる久兵衛に、涙ながらに「ひとりだけ本当のことを話したい人がいる」と懇願する。それでも首を縦に振らない久兵衛だったが、惣吉の母・とね（草笛光子）に助言を受けたるいの説得もあって考えを変え、ある日突然かをるに勘当を言い渡す。一連の出来事で惣吉の人柄やお互いの一途な思いを知り、「入兆の娘」という立場から解放してやることで、事実上、惣吉との結婚を認めるという、久兵衛の苦渋の決断だった。
こうして、さまざまな困難を乗り越えて無事祝言を挙げ、正式に網元の親方を継いだ惣吉と新妻・かをるは、待望の新婚生活をスタートさせる。だが、かをるの波乱万丈な人生はこれからであった。浜での暮らしや人々に溶け込んでいく一方で、可愛がってくれた叔父である高神村村長と地元漁師たちとの間に勃発した騒擾事件に始まり、最愛の夫・惣吉の絶望的な状況下での遭難、そして惣吉とのことを完全にふっ切れないままでの再婚と、わずか数年の内に、かをるの人生は激しく流転していく。
惣吉の遭難から日にちが経ち、遺体が見つからないまま執り行われた葬式では、利根川丸の漁師達が無念さのあまり、弔問に訪れた久兵衛に筋違いな怒りをぶつけてこぜり合いが始まる。その最中に倒れて病院へ運ばれ、惣吉との間の一粒種まで流産してしまったかをるは、これ以上吉武家には置いておけないと激昂する久兵衛や、かをるの体を心配するるい達によって、退院と同時に心ならずも「入兆」へ連れ戻されてしまう。
惣吉のことや吉武家への不義理を思って傷心の日々を送るかをるだったが、久兵衛、そして前妻の没後、正式に久兵衛の妻となったるい、律子や英一郎らに気遣われながら暮らすうちに少しずつ元気をとり戻し、悲しみを紛らわすかのように家業の手伝いに精を出し始める。
やがて久兵衛達の勧めもあって再婚した梅木との間にも双子の男の子を授かり、ようやく心穏やかな日々が訪れる。しかしそれも束の間、ある日東京に住む律子から、死んだはずの惣吉と街で遭遇し、記憶喪失の状態で警察に保護されているという話を聞かされ愕然とする。
動揺しつつも駆けつけたかをる達の尽力で、過去の記憶を全て取り戻しはしたものの、今度はかをるが他人の妻となっている現実が受け入れられない惣吉。そして、かつての相思相愛ぶりを知っているだけに、平静を装いながらも心中穏やかならぬ梅木。その感情のくすぶりは、愛するがゆえにかをるの「今の幸せ」を疑う惣吉と、かをるの「惣吉への未練」を疑って荒んでいく梅木との間に確執を生み、再び坂東家と吉武家の対立にまで発展、かをるを激しく苦悩させることになる。
そんな中、時代は太平洋戦争へと歯止めなく突き進み、醤油の原材料の統制、従業員や夫の徴兵、そして空襲による悲しい別れと、戦時下での悲劇は「入兆」や坂東家ともまた無縁ではなかった。やがて終戦を迎え、かをるは…。

## 登場人物

### 古川家
古川 かをる（ふるかわ かをる）→ 吉武 かをる（よしたけ かをる）→ 坂東 かをる（ばんどう かをる）→ 梅木 かをる（うめき かをる）
演 - 沢口靖子
銚子屈指の醤油醸造元「入兆」当主の妾の子として生まれた。幾多の困難を乗り越えながら、戦前・戦中・戦後を生き抜く本編のヒロイン。偶然に出会った吉武惣吉に心惹かれてゆく。
銚子高女時代はバレーに熱中していた。学校卒業後、「入兆」へ引き取られることになる（今でいう認知と同等の扱い）。
「入兆」では下働きから始まり、久兵衛の許しが出ると花嫁修業に励む。
初めて惣吉と2人きりで犬吠埼にて会う当日に千代が喀血してしまい、会うことが叶わず、1人悔し泣きする。
惣吉との再会が叶うも、互いのことを忘れるように言われてしまい、戸惑う。自身も身分が違うことは理解しているため、せめて「妹だと思ってほしい」と言って別れるも、同じ頃に見合い話が舞い込み、律子から焚き付けられる形で自分の気持ちが抑えられなくなってしまい、惣吉に会いに行く。
結納は律子によって破談となり、律子の嘘から久兵衛らを怒らせてしまうばかりか「入兆」での立場も悪くなってしまう。一時期は耐えかねてるいの元に帰るが、訪ねて来た久兵衛の姿を見たことで決心して「入兆」へと戻る。
惣吉への想いを断ち切れず、久兵衛から本家を追い出される形で結婚を認められる。
吉武家に嫁いでからは、文吉や乗組員が亡くなり、造船の価格高騰などの悲しみや苦難を乗り越えてゆく。
ようやく惣吉との子を身籠るも、漁へ出た惣吉が行方不明になる不幸に見舞われ、葬儀の最中に流産してしまい、入院。体調が回復して退院すると、久兵衛の計らいで坂東家に身柄を引き取られ、「入兆」の仕事を手伝って醤油と向き合うことで生きる喜びを見出す。番頭の小畑の退職後は本格的に「入兆」の経営に関わることになる。
惣吉の葬儀から1年ほどが経過すると周囲からは梅木との再婚を薦められ、当初は困惑する。
梅木との再婚後、妊娠していることが発覚。昭和9年11月、双子の昭彦と和彦を出産する。
葬儀を済ませて亡くなったものと思っていた惣吉が生きていたことが分かると、梅木との関係に溝が出来る。その後、梅木との関係は改善するも戦況は厳しさを増してゆき、久兵衛・るい・律子、そして梅木までもを失う。「入兆」も空襲によって焼失してしまうが、懸命に復興に力を注ぐ。英一郎が12代目を引き継ぐと、彼を支えながら「入兆」を守っていく決意をする。
古川 るい（ふるかわ るい）→ 坂東 るい（ばんどう るい）
演 - 加賀まりこ
かをるの実母。元々は「入兆」の小間使い。久兵衛の妾としてかをるを生んで育てた。「妾の本分」はわきまえており、万事控えめ。かをるが幸せに嫁ぐことが何よりの夢である。
久兵衛の3人目の女・三隅照子とは「本分」を巡って気が合わない。気が強く、かをるを父同然に叱り飛ばす。
かをるの女学校卒業後は千代の希望で身の回りの世話を請け負うも、ハマのイヤミに我慢が限界に達して辞退する。
千代が入院してからは、再び千代から頼まれて身の回りの世話をすることになる。
かをるの縁談が流れてしまったことには心を痛めるが、「入兆」から帰って来たかをるには戻るように諭す。
かをるが惣吉との婚礼を終えたある日、訪ねて来た久兵衛に関係を終わらせようしていることを打ち明ける。千代が亡くなる前に立ち会っており、堪えきれずに病室を出てからは大泣きしていた。千代の遺言もあり、久兵衛らから後妻になるように言われるも頑なに拒否し続ける。
昭和6年、久兵衛の想いに応えるように坂東家の後妻になることを承諾する。
惣吉が行方不明になってから1年ほどが経つと、かをるに梅木との再婚を薦めるようになる。
戦争が激しさを増すと「入兆」の経営に頭を抱える。また、出征した英一郎が戻らないことに加え、日々久兵衛が衰えてゆく様子に心を痛めていた。
昭和20年の銚子空襲時、周りが止めるのも聞かずに仕込み蔵を守ろうと飛び出した久兵衛を庇い、銃撃に巻き込まれて負傷して亡くなる。
馬場 ツエ（ばば つえ）→ 赤川 ツエ（あかがわ つえ）
演 - 鷲尾真知子
古川家に住み込む小間使い。かをるやるいへの忠誠心が厚い。
おっちょこちょいで声が大きい。余計なひと言が多く、「すいません」が口癖。もらい泣きしやすい。
るいが千代の世話係を降りてからは代わって通いで受け持つことになり、ハマからイヤミを言われることになる。
千代が喀血したときの発見者になり、またハマからはイヤミを言われるも小畑からは気遣われる。
かをると惣吉の婚礼に出席し、るいの配慮でそのまま吉武家に住み込む。
かをるが流産したのちは吉武家から坂東家に住み込む。
空襲でるいを失うと相当な落ち込み様であった。
終戦後、民主主義によって婚姻が自由化され、無事に帰還した職人の赤川から求婚され、めでたく結婚する。

### 坂東家
坂東 律子（ばんどう りつこ）→ 小浜 律子（こはま りつこ）
演 - 桜田淳子
かをるの異母姉（坂東家の長女）。先進的な女性を自負している。ピアノが弾け、文学に詳しい。たとえ気性の荒い漁師相手でも強気に接する。教養がある一方、皮肉や気まぐれに発言することも多く、男たちをあしらうつもりなのか、結局は振り回してしまう。頑固な面は久兵衛に似ているが素直になれずに反発し合っていて、千代の控えめさにも内心では反対している。銚子に愛着はない。かをるには「新しい女」になるようにと言った。
かをるら母子と初対面時には挨拶を無視していたのだが、なんの気まぐれか、急に古川家を訪ねて来て、かをるを連れ出す。
かをるが坂東家に引き取られて世話役を任されたときに顔を合わせたときには、また無視をしたり、振り回したりし、「お嬢様」ではなく「律子さん」と呼ぶように言いつける。
大学時代から水橋信吾と隠れて付き合っており、昼間に弾くピアノは夜中に逢うための合図であった。ぎんらから勧められた見合いもわざと破談させたほか、水橋との交際がバレると、久兵衛らを怒らせてしまい、寝ずの番がつく軟禁状態となる。なお、水橋との交際は本気だったようで、しばらくは気の抜けた生活をしていた。
水橋と交際中に小浜から惚れられていたが、さらに河原畑からも惚れられ、善吉にも意味深な言葉をかける。
見合いをするかをるには「移り気」と言い、かをるの煮え切らない態度に対し、小浜を利用して見合いを破談にしてしまう。
水橋のことを新聞で知ると、また心を乱してしまっていた。
千代が亡くなると久兵衛には東京へ行きたい旨を申し出る。昭和5年1月、かをるを訪ね、るいを後妻に押すように伝えたのち、東京へと旅立っていった。
河原畑との交際が噂され始め、昭和6年、東京から戻って来ると久兵衛に河原畑と結婚するつもりであることを告げる。しかし銚子に再び水橋が現れたことをかをるから知らされ、彼と逢瀬を重ねる。河原畑に別れを告げて水橋と逃避行を計画するが、水橋を屏風ヶ浦から突き落とした河原畑とともに崖から転落、一人生き残る（96-97回）。
程なくして軍人となって銚子に現れた小浜を無下にあしらうが、のちに東京で再会すると、彼に水橋に似た気性を感じて結婚し、坂東家を出て行く。小浜が満州へ飛ばされると後を追って自身も旅立つ。なお、これが久兵衛と顔を合わせた最後となった。
戦時中、現地では音楽教師として働く。
終戦後は満州から引き上げて来るも末期の肺結核にかかっており、久兵衛が亡くなった事実を聞くとショックを隠しきれずにいた。半年後、病状が悪化して亡くなる。
坂東 英一郎（ばんどう えいいちろう）
演 - 鷲生功
かをるの異母弟（坂東家の長男）。母親似の鷹揚な性格。かをるの良き理解者。かをると顔を合わせると、すぐに「姉さん」と呼んだ。
惣吉の弟・善吉とは友人関係になる。かをるの想いには気が付いており、たびたび、惣吉の様子などを伝える。
久兵衛からは勉学に励むように言われているが、本人は乗り気ではない。大学受験をするも不合格が続き、久兵衛から何度も叱られており、久兵衛の頭ごなしなやり方には疑問を感じる。
結局は大学へは行けずに店に立つようになるも、才覚はイマイチであり、行動が裏目にばかり出てしまって久兵衛をイラつかせる。
昭和8年、かをると梅木との再婚を巡って久兵衛と大喧嘩する。この際、久兵衛から「出来損ない」と言われたことで父子の溝が深まる。
翌9年、かをるが双子を出産した頃に見合い相手から断られ、自身の結婚がまとまらずに落胆する。
太平洋戦争に兵隊として招集されると大阪で負傷。回復すると現場へ復帰する。
終戦後、赤川と一緒に帰還するも片足不随の状態であった。また、律子の帰還と重なったこともあり、姉弟久々の再会となった。
久兵衛の死を受け入れ、律子の死を見届けると、「入兆」を受け継ぐ決意をして12代目当主となる。
坂東 千代（ばんどう ちよ）
演 - 岩本多代
久兵衛の本妻（律子と英一郎の母）。おっとりした人柄。妾である、るいを気遣う器量の大きさを持っている。長年、和歌山に住んでいたが、久兵衛の提案で銚子へ移り住むことになる。かをるに対しても優しく接するが、母親としての芯はしっかりしており、理想や新しさを追う律子をたしなめる。
肺を病んでおり、るいには自身が長くない旨を語り、律子らのことも託す。
律子と水橋の交際には大変ショックを受けたらしく、律子がこっそり水橋を追いかけようとするのを見て、普段の穏やかさからは変わって厳しく叱りつけた。
昭和2年、病状が悪化して喀血。翌日、町営病院へ入院する。後日、実は自分が亡き後に久兵衛が再婚するのではと不安を口にし、あえて、るいに夫婦仲を見せつけていることを明かす。手術が成功してからは比較的容態は安定し、正月には自宅で過ごせるまでに回復する。
かをるの見合いが流れたことを聞くと残念がっていたが、かをるが惣吉と夫婦になったことには納得した様子であった。
ときどき「自分が亡くなった後はるいと夫婦になるように」などと久兵衛に遺言していたが、昭和4年10月31日に容態が悪化して再び喀血。親族と二言三言交わし、そのまま亡くなる。
終戦間際にかをるが見た夢に、梅木・るい・律子・久兵衛と一緒に現れる。
坂東 久兵衛（ばんどう きゅうべえ）
演 - 津川雅彦
「入兆」の11代目当主。かをる・律子・英一郎の父。「醤油屋は醤油屋と一緒になるのが1番」と、子どもらは自身の敷いたレールに乗っていれば幸せに過ごせると考えている。縁談をぶち壊して自由な振る舞いをする律子、大学へ行けず社員となってからも独断で株取引に乗り出して大損害を出す英一郎、恋愛結婚がしたいかをると、それぞれ自ら考え行動し自分の思い通りにならない子どもらが悩みのタネである。大の地震嫌い。また、物語終盤では、心労が重なって心臓を患っているような描写が増えていった。
律子の世話役をかをるがすることには大反対し、ハマを呼びつけて怒鳴った（律子もかをるも同等に扱いたいため）。
短気なところがあり頑固ですぐ怒鳴る（律子から嫌がられている点であるが、元々は似た気性である）。労働組合の結成には反対の立場だが、職人らの面倒見は良い（現場の意見を聞き入れて軍人になりたい小浜を夜間学校へ通わせたり、母親会いたさに単身銚子に来てしまったハマの息子をそのまま入兆に居ても良いと許可を出すどころか小学校への学費を出したりと教育にも非常に熱心である）。食事には差をつけずに職人と同じものを食べたりと、実は愛情深い好人物である。
律子と水橋の交際を知ると手切れ金を渡して水橋を追い出してしまい、律子にかをるとハマを番に付ける。以降、律子と水橋の騒動は「前科」と呼び、どこへ行くにも付き人を付けるようになる。
ようやくまとまりかけたかをるの縁談は律子に壊され、一時は寝込んでしまうほど落胆する。重ねてかをるの口から惣吉の名を聞いてしまったことで大激怒する。が、かをるの惣吉を想う気持ちには勝てず、坂東家から追い出す形で婚礼を認めた。
千代からは自身が亡くなったのちはるいと再婚するよう遺言されていたことに加え、初七日も済んでいないうちに律子が東京行きを願い出たことに頭を痛める。
昭和5年1月、律子の東京行きを許すも気落ちしていたところにハマから暇を貰いたいと言われて拒否する。
惣吉らが村長宅を襲撃して逮捕されるとかをるを心配して会いにやって来る。
律子が河原畑と交際している話を聞くと機嫌を損ね、昭和6年に東京から戻って来た際には結婚に反対である旨を言う。
かをるが流産した件では吉武家で酷い目に遭ってきたと勘ぐって相当立腹し、「吉武の人間には会わせない」といった調子であった。
律子が小浜との結婚を言い出すと「節操がなさすぎる」として猛反対するが、本心では律子のことを案じており、小浜を追って満州へ旅立つことを知ると涙を流して別れを惜しんでいた。
かをるが梅木と再婚を果たして無事に双子を出産すると梅木を社長代理に推し、そのまま隠居を宣言する。
英一郎が召集されることが決まると、珍しく気弱に「戦わなくていい」と言って送り出す。また、るいには「（英一郎に）厳しくし過ぎた」と子どもとの向き合い方を後悔するかのような内容を述べていた。英一郎が負傷したと聞くと真っ先に大阪へ向かう。
いよいよ戦争に突入すると召集されたはずの英一郎を家中探し回るなどの認知症の症状が出始め、かつての勢いはなくなっていた。
昭和20年の銚子空襲で「入兆」が空襲に遭うと、仕込み蔵が空襲されることに耐えられず、思わず防空壕から出てしまい、止めようとしたるいと爆撃に遭って亡くなった。

### 吉武家
吉武 惣吉（よしたけ そうきち）
演 - 川野太郎
外川の網元・吉武家の長男。口数は多くないが実直。ツエ曰く「男の中の男」。乗組員からは「若旦那」と呼ばれる。
浜辺で絵のモデルをしていたかをると偶然出会い、その絵を買い求めた。かをるが坂東家に行く前、また逢えるであろうことを告げた。
坂東千代が喀血した日、犬吠埼で1日中かをるを待っていたらしく、その後、英一郎の口からは見合いをしたことが語られるが、それは、かをるを思っての嘘であった。
「漁師と醤油屋では釣り合わない」との考えから、かをるとは逢わないと告げるも、律子に焚き付けられて逢いにやって来たかをるの姿に想いが抑えられずに抱擁を交わす。
梅木や清次がかをるのことで乗り込んできた際には動じずに対等に話をし、母や船村に「かをるを嫁にする」と堂々と宣言。結婚を認めてもらえるよう、何度も「入兆」へと乗り込んで行く。
昭和5年、とねから親方を譲られたことで吉武家の当主となる。
もともと名取村長のやり方に疑問を感じており、「話し合いにならない」として村長宅を襲撃（劇中では高神村騒擾事件と呼ばれる）したために主犯として警察に逮捕されるも、判決には執行猶予が付いた。
かをるが子を宿した直後、漁の最中に行方不明になってしまい、生死不明のまま1年以上が経過。記憶喪失のままフィリピンに漂流して日本へ戻り、偶然にも律子と東京で再会したことで生きていることが発覚。かをるらの努力により記憶を取り戻すも、それはかをると離婚し、しかも再婚していたことを知らさせることでもあったのだ。
かをるとの未練を断ち切るため、言語能力などを買われていた軍にスパイとして雇われ、フィリピンへ旅立っていく。その後も物資の運搬の役割などを担って戦地へ赴く。
終戦後は無事に帰還を果たすも梅木の死を知り、かをるを妻としたい旨を申し出るも、かをるが涙を流しながら気持ちを伝えると、受け入れて外川へと帰って行った。なお、とねの問いかけには完全に諦めたわけではない旨を語っていた。
夫婦になる前には、たびたびかをるの夢にも登場していた。
吉武 善吉（よしたけ ぜんきち）
演 - 安藤一夫
吉武家の次男。優しく純情な性格。英一郎とは友人となる。高校卒業後は漁業組合に勤めている。
かをると惣吉の気持ちに気付いており、2人を近付けるきっかけを作る。
鯉沼アミとは相思相愛。アミの兄が漁業中の事故で亡くなり、その対応を巡り、惣吉やとねのやり方に批判的であった。
アミが奉公先で女郎屋に売られてしまうと彼女を助け出そうとして昼間から遊廓へ通いつめ、叱りつけた惣吉と殴り合いの兄弟喧嘩に発展。のち、身請け金を出す代わりにとねが決めた村会議員の娘と婚約するも、アミはすでに栄二に身請けされた後だったため「自分のことは忘れてくれ」と思うのだった。
船村らとかをるを引き取りに「入兆」へ向かうも、かをるの気持ちを理解すると引き返して行った。　
吉武 ますみ（よしたけ ますみ）
演 - 生田智子
村会議員・浅利の娘。のち、善吉の妻となる。
吉武 文吉（よしたけ ぶんきち）
演 - 飯沼慧
惣吉と善吉の父。かつては一・二を争う凄腕の漁師だったが、病のためにほぼ寝たきりであり、後遺症で言葉も不明瞭である。惣吉が買ったかをるの絵を気に入っていた。
昭和4年3月15日、網倉の中で倒れているところを善吉らに発見され、息を引き取る。亡骸は海の見える墓地に弔われた。
吉武 とね（よしたけ とね）
演 - 草笛光子
惣吉と善吉の母。寝たきりの亭主に代わって「利根川丸」の漁師たちを取り仕切っている女親方。気性は荒いがさっぱりしており、たまたま会った久兵衛にも「あんたは間違ってる」と言い切ってしまう（激怒させるも慌てる様子はなかった）。曰く「祝い事が大好き」。
かをるを「いい子」、律子を「豪傑」と評した。
かをるの件で梅木らが押し掛けてきたときには動じることなく対応し、惣吉からかをるを嫁にすると聞くと「乗りかかった船だ」と言って応援する。
昭和5年には惣吉に親方を譲って隠居。
惣吉が行方不明になると、さすがに気落ちした様子で弱音を吐いていたが、暫定的に親方に復帰。また、坂東家にかをるを引き取りに単身やって来るも、かをるの気持ちを察し、帰って行った。その後もかをるとは交流はあり、梅木との再婚を迷っていたときにも相談に乗っていた。
亡くなったと思っていた惣吉が生きていたと分かると安堵するも、惣吉のかをるへの想いも知っているため、複雑な心境を抱く。
終戦後、空襲で焼けてしまった「入兆」の復興などに快く手を貸す。

### 入兆の人々
梅木 健作（うめき けんさく）
演 - 柴田恭兵
手代→番頭→社長代理。幼い頃に両親を次々に亡くして久兵衛に拾われ、以来忠誠を尽くしている。古川家に毎月の生活費を届けたり迎えに来る役目。
仕事もできて物腰も柔らかく、かをるも嫌ってはいない。周囲からは真面目と評されている。自分のことなど、多くは語らず、耐え忍ぶ質。感情を抑えがちである。色恋には奥手であり、不器用。屈折した面もあり、仕事に対して野心家。
小畑からは「かをるに惚れている」と見透かされており、彼女の結婚を苦々しく見ていた。
千代の葬儀にやって来たかをるらのことは入り口で追い返した。
ある日、久兵衛から「取締役の地位を与える代わりに律子と結婚してほしい」と頼まれ、迷っているうちに「律子が断ったから忘れてくれ」と破談となってしまい、久兵衛にとっては自分は道具程度にしか考えられていなかったのだと荒れてしまい、慰めに来たハマを自棄で襲ってしまう。その一件以降、ハマとは2人きりで話す機会が増えていくが…。
昭和8年、今度はかをるとの再婚話を切り出され、かをるに自ら本心を伝えるも断られ、再三のアプローチの末、「惣吉が行方不明になって一年経っても見つからなかったら再婚する」と約束させ、再婚を果たす。その矢先に惣吉が見つかり「（かをるが）いつか彼の元へ戻るかもしれない」という疑心暗鬼に囚われ、酒の量が増えて荒れ始め、一時はかをるとの関係が険悪になる。
日本が戦争に突入すると、原料不足と人造大豆による醤油は代用品になるものでもなく開店休業の日々が続き、軍からの兵隊食のための醤油を作るようにとの命令が下り、昭和19年の2月に栄二と一緒に戦地に渡るも帰還することは叶わなかった。死後、栄二の手により荼毘に付されて遺骨となり、かをるの元へ戻る。

若林 ハマ（わかばやし はま）→真鍋 ハマ（まなべ はま）
演 - 根岸季衣
坂東家の女中頭。夫には逃げられ済みで、子は男児がいる。坂東家には誰よりも献身的に仕えているが、それ以外の人間には無愛想で冷たい（初めて顔を見たツエからの印象も芳しくなかった）。久兵衛からは「性格が暗い」と評されるが仕事ぶりは買われている。
終盤には久兵衛の後妻候補と目されたり、真鍋から嫁にもらいたいと言い寄られるなど、当初と比べて魅力的な女性というポジションに落ち着いた。
千代に付き添い、甲斐甲斐しく世話を焼くも、自分を差し置いてかをる母子を気遣ったため、余計に面白くない様子。かをる母子の存在を苦々しく思っており、るいと「入兆」で顔を合わせたときにはイヤミを言っていた。
久兵衛から、かをるの躾係を配されると、かをるが英一郎から「姉さん」と呼ばれるのがおかしいと言い、かをるが律子を「律子さん」と呼ぶのも気に入らない。
るいが千代の世話係になるとイヤミばかり言い、新たにツエが千代の世話係になると、こちらにも冷たく当たり、千代が喀血すると増してイヤミを言った。
惣吉がかをるを訪ねて来ると、久兵衛に、かをるを嫁に貰うためにやって来たこと・印象は頼もしい青年であることを伝えていた。
かをるの見合いが破談になると「いつまで屋敷にいるつもりなのか」と再びイヤミを言ってくるも、誤解が解けると素直に謝罪して以降は仲が改善され、自分の身の上をかをるに打ち明けるほどになる。また、久兵衛から勘当を言い渡される形で結婚を認めてくれたことを笑顔で祝福していた。
千代が亡くなる前には病院に駆けつけ、亡くなると役目を果たしたとして久兵衛に暇を申し出るも拒否されてしまい、引き続き坂東家に仕えることが決まると、しきりに梅木を気にかけるようにし、次第に2人きりで話す機会が増え…。
息子の紀之が「入兆」で受け入れられると、改めて母親の気持ちが理解できたようで、るいに今までの非礼を謝罪。同時に久兵衛の後妻になってくれるようにと頭を下げる。
戦時中には息子を亡くす憂き目に遭い、空襲で久兵衛とるいが亡くなったことを知ると遺影の前で号泣していた。
「入兆」三百周年記念式典には真鍋とともに出席していた。
弥太郎（やたろう）
演 - 明石家さんま
関西から流れてきたお調子者の職人。通称は「ラッパの弥太郎」。喧嘩っ早く騒がしい。縁あって「入兆」で働くことになるが、商品にケチをつける、女中の尻を触るなど、しょっちゅう騒動を起こす。一時期は職人の殿岡とはコンビのように描かれていた。
腕っぷしは強くない（口先ばかりである）が、将棋は強い。食いっぷりが良く、「味噌汁と漬物があれば飯を何杯も食べられる」と豪語しており、「入兆」へも吉武家へもそれで出入りを許された。
早苗の部屋に夜這いを掛けたつもりが仲を怪しみ代わって寝ていたハマを襲ってしまい、捨て台詞を吐いて「入兆」を叩き出される。
その後も早苗会いたさに虚無僧姿で「入兆」の周りをウロついていたが、再度追い出されてしまい、空腹のあまり、吉武家へやって来たかと思うとそのまま居つく。
かをるが惣吉の子どもを流産した頃には、また「入兆」で働き始め、今度は「かをると結婚する」などと言い出したために早苗にもそっぽを向かれるも、早苗の8年間の年季奉公が終わった同日に久兵衛から「ケンカを売らずに真面目に働くこと」を条件に退職金を手渡され、表向きにはクビを宣告されて、慌てて早苗を駅まで追いかけて行った。
かをるたちへの手紙によると、紀州で早苗と暮らしていて結婚後から子沢山に恵まれているとのことだったが、再就職先での代用醤油作りに不満を持ちすぐに辞めてしまい、賭け将棋で銭儲けをしていた所を久兵衛とかをるに見つかる。
小畑 兵造（おばた へいぞう）
演 - 高品格
先代の頃から働いている番頭。久兵衛の片腕的存在で、職人としては先輩にあたる。営業・経理の責任者として店を支えている。久兵衛同様、景気の悪さに頭を痛めている。神山やハマとは気が合わないことが多い。
かをるが「入兆」で引き取られたときには、しばらく女中扱いできずにいた。
梅木がかをるに惚れていることを見抜いており、仕事に身が入らずにいる梅木に活を入れていた。
また、梅木とハマが急に親しげに話し始めたことに気付き、従業員同士の色恋はご法度であると忠告する。
昭和7年5月の末、身体の衰えを理由に定年退職を申し出たのち、番頭の座を梅木に譲ることを条件提示する。6月10日、45年勤めた「入兆」を退職し、特別顧問となる。
梅木の婚礼には親代わりとして出席する。
戦後も存命であり、「入兆」の三百周年記念式典にも出席していたが、耳は遠くなっているようであった。
神山 平六（かみやま へいろく）
演 - 牟田悌三
製造責任者。職人達の取りまとめ役。職人からの通称は「頭（かしら）」。一本気な職人気質である。やくざ者が来ようが慌てずに対応できる。
経営を巡って、小畑とは時折衝突するが、職人が失礼な態度を取ることは許さない。
一時期、「「入兆」の醤油に防腐剤が含まれている」との新聞報道がされ、もしも事実ならば腹を切る覚悟であると宣言。再度検査してもらうように東京へ出向く。
職人らには厳しい態度で接している。特に次々と問題を起こす栄二には手を焼くも、あれこれ触れ回って軍から目を付けられたときにはひと芝居打って庇った。
戦況が悪化して醤油の質を落とす必要に迫られると「安物を拵えるならば辞める」と言い切っていた。
戦況が厳しさを増すと職人らに召集がかかり始めて心を痛める。また、久兵衛らの死に直面すると涙を流し、戦争に対しての恨み言を吐いていた。
水橋 信吾（みずはし しんご）
演 - 寺泉哲章
律子の大学時代からの恋人。通称は「広敷の男」。革新運動家として活動しており、金銭的には苦しい立場にいる。労働運動を起こすために「入兆」へと潜り込むが、律子との密会の場を小浜に見られ、告げ口されたことで久兵衛の知るところとなる。
久兵衛を「労働者から搾取する資本家達は如何なる人格者でも悪」と糾弾し、革命が成功したら律子と結婚させてほしいと言う賭けを持ち出し、久兵衛の怒りの勢いに負けてか手切れ金を渡され、そのまま追い出された。
のち、河原畑が読んでいた新聞に負傷者として名前が登場。律子に出してきた手紙で特高の拷問に屈して運動メンバーの名前をバラしたことを打ち明け、懲役2年の実刑を言い渡される。
昭和6年、再び銚子に現れて律子に復縁を乞い、幾度か彼女を抱く。律子と逃避行を計画するが、律子と交際中であった河原畑に知られ、彼に誘われ屏風ヶ浦に向かう。崖の上で言い合った末に揉みあいになり、律子が現れて気をそらしたところを河原畑に突き落とされ、翌朝、溺死体で見つかる（96-97回）。
小浜 敬助（こはま けいすけ）
演 - 村田雄浩
「入兆」従業員。農家の三男坊。口減らしで働きに出された。文学は好きらしいが内容が難しいものは避けがち。律子を好いている。
水橋の思想や運動に少しずつ理解を示していたが、本心からではなく、運動が成功すれば憧れの律子と結婚できると思っていたためである。ある夜、2人の密会を目撃し、久兵衛にリークする。
律子が水橋と別れると、律子を呼び出してすべてを打ち明ける。そのときに「軍人に向いている」と言われた言葉を真に受け、かをるとの縁談に際し律子に加担して芝居を打つ。そして久兵衛の怒りを買ったことで「入兆」を追い出され、律子には「陸軍将校になる」と宣言して去って行った。
水橋と河原畑が亡くなった直後に無事、軍人となって銚子へ現れ、改めて律子に求婚するも断られ、上記の真意を言われたことで失望して東京に帰る。その後、醤油に防腐剤が入っているという騒動が起きた時、偶然にも律子と再会。何かへ一途に向き合っている姿勢に今度は律子が惚れてしまい、久兵衛らの許可は得られないまま結婚。しかし、夫婦になる頃には彼女に対するかつての憧れは既に無く、律子が家にやって来た皇道派の軍人に「統制、皇道関係なく軍が国の政治を担うこと自体がおかしい」という私見を述べて同僚の機嫌を損ねてしまうと周りから距離を置かれた恨みから律子にあたるようになり、戦争が始まると満州の国境警備に飛ばされる。
終戦後、何も知らないまま「入兆」に復員し、そこで律子の死を知る。
今西（いまにし）
演 - 加藤善博
職人。
竹田 徳十（たけだ とくじゅう）
演 - 葛西和雄
職人。独身。稼いだ金は酒と博打に使ってしまう（曰く「蓄えはない」）。
昭和10年、召集令状が届く。その際、自分には帰る故郷もなく何も守るべきものがないことを伝え、同時にアミへの想いも告げる。そして、無事に入籍すると旅立って行く。
赤川 次郎（あかがわ じろう）
演 - 吉村直
職人。独身。のち、軍隊へ志願し、戦時中は英一郎と行動をともにしていた。
無事に帰還するとツエに結婚を申し入れて結婚する。
猪熊 新之助（いのくま しんのすけ）
演 - 高野嗣郎
職人。英一郎に続いて召集される。
殿岡 忠義（とのおか ただよし）
演 - 重松収
職人。当初は弥太郎とはコンビのように描かれていた。
三村（みむら）
演 - 秋山武史
職人。
佐々木（ささき）
演 - 岡部征純
職人。
桑原 太兵衛（くわはら たいべえ）
演 - 狭間鉄
事務員。
照子の店から回収した売り上げ1000円と「入兆」から横領した5000円の計6000円を盗んで絹子と駆け落ちしてしまい、このことが「入兆」の経営を悩ませることとなる。
野呂 秀太郎（のろ しゅうたろう）
演 - 須和田聡
事務員。
小倉 三太（おぐら みつた）
演 - 下村享司
事務員。
絹子（きぬこ）
演 - 小山由美子
事務員。
桑原と駆け落ちしてしまう。
あさ
演 - 西巻映子
事務員。既婚。15年勤めあげたのち、「入兆」を去って行く。
ムツ
演 - 伊藤ちづこ
事務員。
みね
演 - 七瀬けい子
女中。空襲で犠牲になる。
早苗（さなえ）
演 - 速川明子
年季奉公することになった女中。職人たちからは憧れの的で、時々尻を触られるなどされ、嫌がっている。
同郷出身者の弥太郎が惚れ込んでしまい、事あるごとに追っかけ回されている。
昭和8年、年季奉公を終えると故郷の紀州へと帰って行った。以降、弥太郎とともに再登場しなかった。
鯉沼 アミ（こいぬま あみ）→ 竹田 アミ（たけだ あみ）
演 - 高師美雪
外川の浜の娘。善吉とは相思相愛の仲である。
兄を事故で亡くし、病気がちな母と幼い妹弟らを抱え、家計を支えるために農家の奉公へ出るも実際は女郎屋へ売られていた。
女郎屋へ売られたあとも善吉のことは忘れられず、客としてやって来ていた善吉と逢瀬を重ねる。
栄二の事件を知ると「入兆」に出向いて謝罪し、身請け金を払った久兵衛のために「入兆」で働く。
昭和10年、召集令状が届いた竹田から想いを告げられて夫婦となることを承諾する。
豊子（とよこ）
演 - 麻ミナ
若林 紀之（わかばやし のりゆき）→ 真鍋 紀之（まなべ のりゆき）
演 - 岡部浩之→真田龍生
ハマの息子。別れた父親のもとで暮らしていたが、家出をして「入兆」に居着く。特に梅木から可愛がられていた。
後に立派な青年に成長すると兵隊に召集され、空襲に来たB-29に特攻し、あえなく戦死。

### 利根川丸の人々
船村 源八（ふねむら げんぱち）
演 - 織本順吉
吉武家が所有する「利根川丸」の漁労長。とねや惣吉の良き相談相手でもある。通称は「源さん」。血の気は多い方であり、売られた喧嘩は買ってしまう。
かをると惣吉の件には「漁場を間違えないように」と忠告するも、惣吉からは「クジラを釣りたい」と返され、結果的に結婚を応援することになる。
惣吉が行方不明となった一件以降、かをるの身柄が坂東家にあることに納得できずに「入兆」へと乗り込んでいく。
戦後も存命であり、「入兆」の復興に一役買う。
魚住（うおずみ）
演 - 斎藤洋介
吉武家の事務員。
鯉沼 栄二（こいぬま えいじ）
演 - 山下規介
漁師→缶詰工場の工員。アミの弟。姉思いだが喧嘩っ早い。
姉の身請け金のために「入兆」に強盗に押し入るも捕まり、「罪人を野放しにはできない」との配慮で姉と一緒に「入兆」で働かせてもらうことになる。
軍事演習が始まると「箸を持つ方が右」と言う他の職人らのアドバイスが理解できず、軍人から鉄拳制裁を喰らっていた。また、「醤油を飲むと兵役を免れる」などと言いふらしたがために軍から目をつけられる。
昭和19年2月、梅木に付き添って醤油工場建設のためにフィリピンへと旅立って行った。
終戦を迎えると単身で帰還をし、かをるらに梅木の死を知らせる。
須貝（すがい）
演 - 浜田晃
漁師。血の気が多い。嫁いで来たかをるを「陸者の嫁」と陰口を叩くことが多く、結婚後も何かと厄病神扱いにする。
梶木（かじき）
演 - 町田真一
漁師。
鯖江（さばえ）
演 - 竹内のぶし
漁師。
磯部（いそべ）
演 - 岡田正典
漁師。
松浦（まつうら）
演 - 三田村賢二
漁師。
三崎（みさき）
演 - 速見領
漁師。
蛸島（たこじま）
演 - 篠田薫
事務員。

### その他
古川 清次（ふるかわ せいじ）
演 - 寺田農
るいの兄（かをるの伯父にあたる）。弥太郎に劣らぬお調子者で失言も多い。酒好き。根は妹思い・姪思い。樽屋の職人で仕事柄「入兆」とも繋がりは深い。かをるの幸せのためには「醤油屋へ嫁ぐのが1番」との久兵衛の考えに同調している。
不景気のために久兵衛に借金をしていることもあり、御用聞きのように扱われる場合もある。
久兵衛に命じられて吉武家に乗り込む形となり、一部始終をかをるに話したことで一時は拒絶されてしまう。
戦後も存命であった。
名取 ぎん（なとり ぎん）
演 - 三ツ矢歌子
久兵衛の妹。通称「高神の奥様」。村長である夫を誇りに思っている。世話好きだが気位は高い。かをるとも面識はあり、律子以上に可愛がっている。
律子に見合いを引き受けるも台無しにされて憤慨する。
当初は見合いの順序にこだわっていたが、かをるに醤油屋「大茂」の見合い話を持ってくる。が、律子が嘘の密告をしたことで破談となってしまう。
見合いの件でかをるを許してはいなかったが、惣吉との婚礼には夫とともに親代わりとして出席する。
陳情にやって来たかをるには、まだ見合いの件を許していないことを述べるとともに「考えが甘すぎる」と言った。
かをるが梅木と再婚することになると式に出席していた。
名取 庄右衛門（なとり しょうえもん）
演 - 内藤武敏
高神村村長。ぎんの夫。ぎんと同様、かをるのことは可愛がっている。尊大で傲慢な言動が漁師らからの反感を買っており、船村からは「横暴だ」などと言われ、新たな港の建設に建設費用捻出のためと称して漁師らに多額の税の納付を要求している。
かをるの見合いが壊されたことで「叔父でもなければ叔母でもない」と立腹する。が、久兵衛の配慮で頼まれたため、かをると惣吉の婚礼に親代わりとして出席する。
造船の価格高騰の件で陳情にやって来たかをると惣吉には冷たく接し、特に惣吉に対しては「（堂々とし自分に媚びようとしない）態度が気に入らない」と取り合わなかった。
「村の税金を横領して私腹を肥やしている」「政友会への政治資金として流用されている」との噂も上がり、解任決定の決議をする議会を一向に開こうともせず、遂に漁師らによる一揆を許す羽目になる。
騒擾の一件もあってか、警察から横領の疑いで取調べを受けると同時に村長辞職を決める。なお横領に対しては厳しめの判決が下されるも横領は一切していないと死に際まで無罪を訴え続け、横領した金も家から見つからず真相は闇の中に葬られた。
かをるが梅木と再婚する頃には体調が思わしくない旨がぎんの口から語られ、程なくして亡くなる。
河原 畑仁（かわはら はたひと）
演 - 石丸謙二郎
「銚子文学」の文士。口は達者だが本業での才能にはあまり恵まれていない。
律子に一目惚れしてしまい、何度も手紙を送ってくる。また、律子を月に例えるも皮肉を返され、詩人だと持ち上げては嫌がられてしまう。
革命運動に賛同する律子に「金持ちの家に居ては革命運動に走る人の気持ちを理解できない」と言い、彼女と東京で同棲することになる。
昭和6年、銚子に戻っていた律子に会いに来た際に別れを切り出され、沖田から水橋の情報を得て水橋に会い、彼を屏風ヶ浦へ誘う。崖の上で言い合った末に揉みあいになり、律子が現れて水橋が気をそらしたところを突き落とすと、さらに律子を無理やり抱きかかえて身を投げ、翌朝、溺死体で見つかる（96-97回）。
三島 由岐（みしま ゆき）
演 - 高橋珠美子
かをるの銚子高女時代の友人。恋愛に憧れる、好奇心旺盛な薬屋の娘。卒業を前にしてかをると大喧嘩をしたことがある。
昭和2年、歯科医と見合い結婚が決まり、翌年に女児を出産する。
かをるが流産した話を聞くとみずえと見舞いに訪れる。
かをるが梅木と婚約するとみずえと一緒に出席する。
瀬田 みずえ（せだ みずえ）
演 - 香川三千
かをるの銚子高女時代の友人。しっかり者。
師範学校へ進むことになり、教師を目指す。
かをるが流産した話を聞きつけると由岐と見舞いに訪れる。
かをると梅木の婚約には由岐と一緒に出席していた。
三島 モト（みしま もと）
演 - 加藤和恵
みずえの父
演 - 入江英義
みずえの母
演 - 鳥居みえ子
沖田 周造（おきた しゅうぞう）
演 - 福田豊土
かをるが惣吉と、河原畑が律子と出会うきっかけとなる絵を描いた地元の有名画家。
河原畑とは親交が深く、彼の死の原因となった律子に対して「銚子中の文士はお前を一生許さない。またここに来た時は覚悟しろ」と釘を刺した。
河原畑・宍戸と銚子文士への援助を久兵衛に頼むが、彼からは活動が照子の店で飲み食いしているだけと単なる「たかり」と見られ断られている。
真鍋 信一（まなべ しんいち）
演 - なべおさみ
町の高利貸し。由岐の夫の親類にあたる。現在は独り身（子どもができなかったことが原因らしい）。
高神村の住民から差別的な扱いを受けた過去があり、良い思いを抱いていない。
強欲で取り立てに厳しいため、久兵衛からは「吸血鬼」と呼ばれて嫌われているが、義理固い一面も持っている。
「1番べっぴん」との理由から、ハマに一目惚れして再婚した。
戦中にハマの息子である紀之を失うと、実の子を失ったかのようなショックの受け様であった。また、戦中の食糧不足時には闇屋を開いたため、警察に逮捕される。
戦後は「入兆」三百周年記念式典にハマと出席し、来賓代表として挨拶していた。
三隅 照子（みくま てるこ）
演 - 東千晃
久兵衛の出資でカフェーを営むマダム。久兵衛の3人目の女。経営は芳しくない。強欲で、妾であるにもかかわらず要求が多いために久兵衛からも「一筋縄ではいかない」として疎ましがられている。
千代の死後は後妻になろうと「入兆」へ詰めかかる。
太平洋戦争直前には経営が限界に達しており、夜逃げする。
久永（ひさなが）
演 - 西岡徳馬
記憶喪失の惣吉を保護していた刑事。
玉利警部補（たまとしけいぶほ）→ 玉利署長（たまとししょちょう）
演 - 鶴田忍
進藤巡査（しんどうじゃんさ）→進藤署長（しんどうしょちょう）
演 - 海一生
緒方（おがた）
演 - 江藤漢
巡査。久兵衛とは将棋仲間。
植松 勝利（うえまつ しょうり）
演 - 石井愃一
醤油屋「山九」の息子。律子の見合い相手。
藤尾 高義（ふじお たかよし）
演 - 家中宏
醤油屋「大茂」の息子。かをるの見合い相手。本妻の子ではなく芸者の子で、実質の後継ぎである。
藤尾 けい（ふじお けい）
演 - 関悦子
高義の母。
小曽根 巌（こそね いわお）
演 - 梅野泰靖
藤尾家の世話人。
古川 ひな（ふるかわ ひな）
演 - 小林トシ江
清次の妻。
宍戸（ししど）
演 - 安達義也
バイオリニスト。律子に入れ上げる河原畑に釣り合わないから身を引けと再三忠告するも嫌がらせとしか受け取られず度々衝突する。
夏目少佐（なつめしょうさ）
演 - 小野武彦
惣吉を呼び出してスパイとして勧誘する。
花村少尉（はなむらしょうい）
演 - 山路和弘
八木光生（寺本幸三郎）、外海多伽子（女工）、野村昇史（桐野検事）、安田洋子、仙北谷可都子（天野れい子）、左奈田恒夫（教頭）、渡辺啓子（鯛子）、藤広義武（少年）、天野和義（生徒）、岩崎誠司（生徒）、稚野恵生（生徒）、月岡陽太（生徒）、及川以造（用心棒）、鈴木秀一（周一運転手）、西本裕行（藤原忠義）、久保晶（竹馬堂）、小寺大介（山川常務）、山崎満（深見専務）、島田彰（西松専務）、西屋東（篠田副社長）、長江英和（佐藤）、水木薫（桃子）、早崎文司（岸本）、阿部六郎（栗田刑事）、渡部猛（江尻刑事）、須永慶（塚田課長）、塚本信夫（谷川部長）ほか

## スタッフ
- 作 - ジェームス三木[27]
- 音楽 - 池辺晋一郎[3][12]
- 演奏 - 東京コンサーツ
- 主題歌 - 彩恵津子「澪つくし」（作詞：ジェームス三木、作曲：池辺晋一郎、編曲：池辺晋一郎・尾形隆次）

本編のオープニングは演奏のみで、歌声は流れていない。
- 挿入歌 - 彩恵津子「恋のあらすじ」（作詞：ジェームス三木、作曲：池辺晋一郎、編曲：池辺晋一郎・尾形隆次）

主に、本編の尺が短い場合にエンディングで流された。
- 方言指導 - 黒沢良[12]、町田真一[12]
- 考証 - 小泉清子[12][注 4]、永澤謹吾[12][注 5]
- 制作 - 中村克史[3][12]
- 作画 - 樋口豊子[12][注 6]
- 美術 - 田嶋宣助[12]
- 技術 - 一柳英嗣[12]
- 効果 - 岩田紀良[12]
- 照明 - 平林常広[12]
- 撮影 - 遠藤信明[12][注 7]
- 音声 - 仲野次郎[12]
- 記録・編集 - 久松伊織[12]
- 演出 - 重光亨彦[3][12]、布施実[3]、小松隆[3]、西村与志木、黛りんたろう、石井愼、川合淳志、一井久司
- 協力 - 千葉県銚子市[注 8]
- 語り - 葛西聖司アナウンサー[3][12]
- 企画・制作< /u> - NHK

## 放送日程
| 週 | 回        | 放送日             | 演出              |
| -- | --------- | ------------------ | ----------------- |
| 1  | 01 - 06   | 4月01日 - 04月06日 | 重光亨彦          |
| 2  | 07 - 012  | 4月08日 - 04月13日 | 重光亨彦          |
| 3  | 013 - 018 | 4月15日 - 04月20日 | 布施実            |
| 4  | 019 - 024 | 4月22日 - 04月27日 | 小松隆            |
| 5  | 025 - 030 | 4月29日 - 05月04日 | 石井愼            |
| 6  | 031 - 036 | 5月06日 - 05月11日 | 重光亨彦          |
| 7  | 037 - 042 | 5月13日 - 05月18日 | 布施実 西村与志木 |
| 8  | 043 - 048 | 5月20日 - 05月25日 |                   |
| 9  | 049 - 054 | 5月27日 - 06月01日 |                   |
| 10 | 055 - 060 | 6月03日 - 06月08日 |                   |
| 11 | 061 - 066 | 6月10日 - 06月15日 |                   |
| 12 | 067 - 072 | 6月17日 - 06月22日 |                   |
| 13 | 073 - 078 | 6月24日 - 06月29日 |                   |
| 14 | 079 - 084 | 7月01日 - 07月06日 | 重光亨彦          |
| 15 | 085 - 090 | 7月08日 - 07月13日 | 石井愼            |
| 16 | 091 - 096 | 7月15日 - 07月20日 |                   |
| 17 | 097 - 102 | 7月22日 - 07月27日 |                   |
| 18 | 103 - 108 | 7月29日 - 08月03日 |                   |
| 19 | 109 - 114 | 8月05日 - 08月10日 | 重光亨彦          |
| 20 | 115 - 120 | 8月12日 - 08月17日 | 小松隆 河合淳志   |
| 21 | 121 - 126 | 8月19日 - 08月24日 | 石井愼            |
| 22 | 127 - 132 | 8月26日 - 08月31日 | 布施実 一井久司   |
| 23 | 133 - 138 | 9月02日 - 09月07日 | 重光亨彦          |
| 24 | 139 - 144 | 9月09日 - 09月14日 | 西村与志木        |
| 25 | 145 - 150 | 9月16日 - 09月21日 | 黛りんたろう      |
| 26 | 151 - 156 | 9月23日 - 09月28日 | 布施実            |
| 27 | 157 - 162 | 9月30日 - 10月05日 | 重光亨彦          |

### アンコール放送
- NHK BS2にて2004年3月29日から9月25日まで、毎週月曜から土曜の7時46分から8時1分にアンコール放送された。
- NHK BSプレミアムにて2020年9月21日から2021年3月27日まで、毎週月曜から土曜の7時15分から7時30分（3月22日以降7時から1日2回放送）、および9月27日から毎週日曜正午から13時30分（1週間分6回連続）にアンコール放送中[28]。